# Martigny-les-Gerbonvaux
Martigny-les-Gerbonvaux ist eine französische Gemeinde im Département Vosges in der Region Grand Est (bis 2015 Lothringen). Sie gehört zum Kanton Neufchâteau im Arrondissement Neufchâteau. Sie grenzt im Nordosten an Punerot, im Osten an Tranqueville-Graux, im Süden an Autigny-la-Tour, im Südwesten an Soulosse-sous-Saint-Élophe und im Nordwesten an Ruppes.

## Bevölkerungsentwicklung
| Jahr      | 1962 | 1968 | 1975 | 1982 | 1990 | 1999 | 2008 | 2019 |
| --------- | ---- | ---- | ---- | ---- | ---- | ---- | ---- | ---- |
| Einwohner | 137  | 124  | 111  | 117  | 118  | 126  | 121  | 105  |

## Sehenswürdigkeiten
- Kirche Saint-Léger
- Kriegerdenkmal
- Spital von Martigny-les-Gerbonvaux

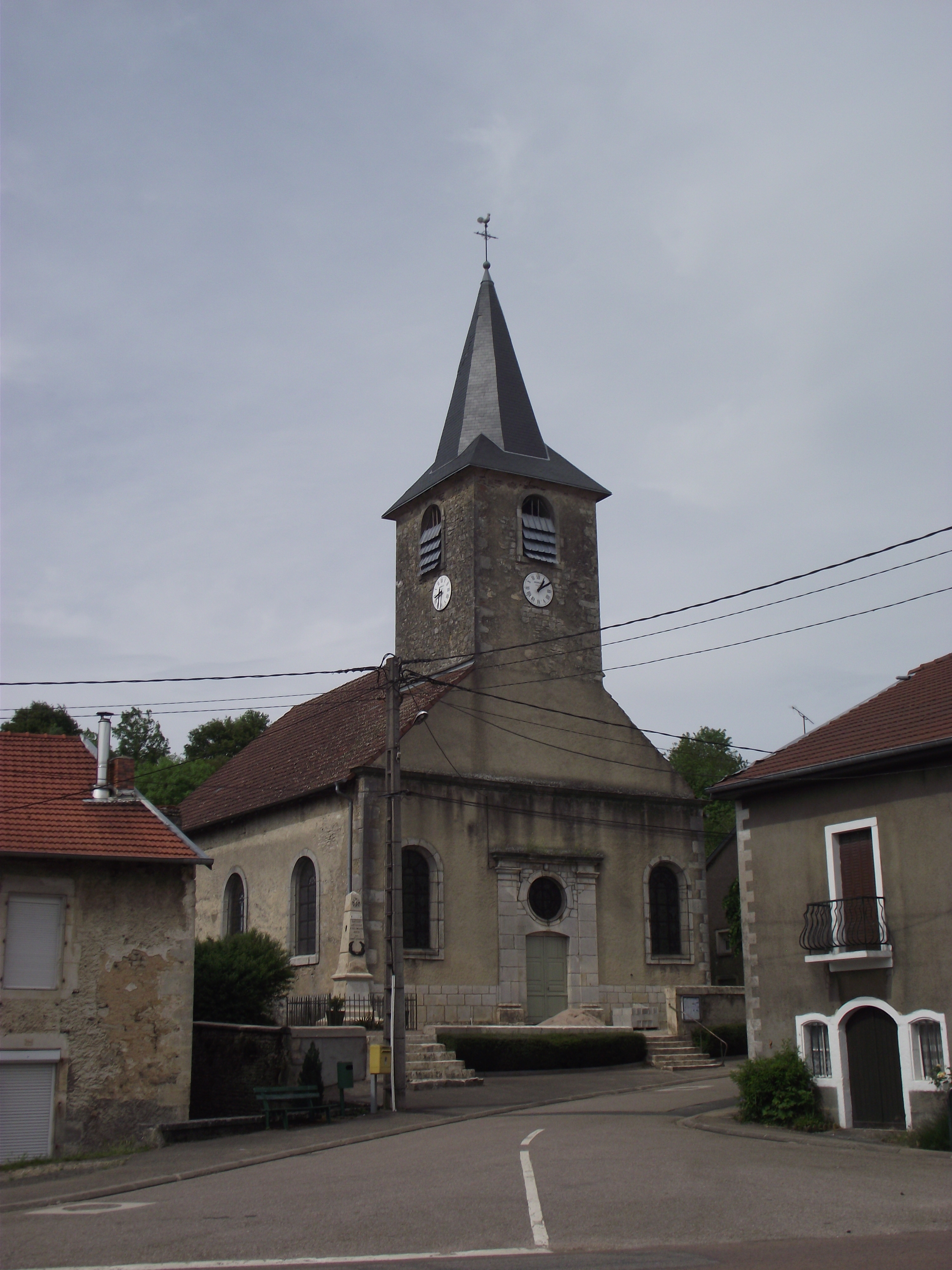
Kirche Saint-Léger

- Kapelle von Bermont